# Hua Mu Lan
Hua Mu-lan (em chinês:  花木蘭) é um filme honconguês dos géneros ação, aventura, guerra, ópera de Huangmei, drama musical, e romance, realizado e escrito por Yueh Feng, Anna Fei e Dong Qianli, com base na história da guerreira chinesa Hua Mulan descrita no poema narrativo chinês A Balada de Mulan (chinês: 木蘭辭, pinyin: Mùláncí). Foi protagonizado por Ivy Ling Po, Chin Han e Ching Miao. Estreou-se em Hong Kong a 18 de junho de 1964, e foi exibido no Festival de Cinema da Ásia-Pacífico no mesmo ano, onde Ivy Ling Po recebeu o prémio de melhor atriz.

## Elenco
- Ivy Ling Po como Hua Mulan
- Chin Han como general Li
- Yang Chi-ching como mestre Hua
- Chen Yen-yen como madama Hua
- Ching Miao como comandante-geral

Dobragem da ópera de Huangmei
- Ivy Ling Po como Hua Mulan
- Kiang Hung como general Li

## Reconhecimentos
| Ano  | Prémios                             | Categorias   | Destinatários e nomeados | Resultado | Referências |
| ---- | ----------------------------------- | ------------ | ------------------------ | --------- | ----------- |
| 1964 | Festival de Cinema da Ásia-Pacífico | Melhor atriz | Ivy Ling Po              | Venceu    | [ 4 ]       |